# Coalitie-Y
Coalitie-Y is een samenwerkingsverband dat in 2019 door Gert-Jan Segers namens de ChristenUnie, presentator Tim Hofman en de jongerenorganisaties Nationale Jeugdraad (NJR), ISO, LSVb, JOB, CNV Jongeren en PerspectieF is opgericht. Coalitie-Y is een samenwerking tussen de verschillende organisaties waarmee zij de toenemende druk op jongeren op de agenda willen zetten en oplossingen voorstellen.
Volgens de organisaties zit voor generatie-Y een vast contract er vaak niet in, is een woning lastig te krijgen, is het leven duur en vormen studieschulden een behoorlijke last. Met Coalitie-Y willen de organisaties dat doorbreken. Sinds de oprichting zijn LAKS, de Jonge Klimaatbeweging (JKB) en FNV Young & United toegetreden tot het samenwerkingsverband.

## Coalitie-Y manifest (2019)
Na de oprichting in februari 2019 organiseerden de jongerenorganisaties verschillende evenementen waarop zij samen met jongeren werkten aan de input voor een manifest. Dat manifest moest bestaan uit voorstellen voor een betere toekomst voor jongeren in Nederland. Op 3 september 2019, twee weken voor de publicatie van het manifest maakte Coalitie-Y samen met de politieke partijen PvdA, GroenLinks en de ChristenUnie bekend dat de partijen politieke steun zouden gaan geven aan de voorstellen van Coalitie-Y.
Op 16 september, aan de vooravond van Prinsjesdag publiceerde Coalitie-Y een manifest, dat bestond uit tien voorstellen om de druk op jongeren weg te nemen. Het manifest werd aan het einde van deze dag overhandigd aan minister-president Rutte. In het manifest spreken de jongerenorganisaties zich uit voor vaste banen, betaalbare woningen, het afschaffen van het leenstelsel en het opnieuw invoeren van de basisbeurs.
De politieke partijen ChristenUnie, PvdA, GroenLinks, SP, SGP, DENK, PvdD en 50PLUS ondertekenden het manifest en committeerden zich daarmee aan wat de jongerenorganisaties 'generatieproof beleid' noemen. Ze zullen zich onder meer sterk maken om een basisbeurs in te voeren, jongeren toegang te bieden tot de woningmarkt, jongeren meer zekerheden te bieden op de arbeidsmarkt en te zorgen voor een generatietoets en inspraak bij de kabinetsformatie.
In het manifest van Coalitie-Y staan tien punten, waarvan het belangrijkste de afschaffing van het leenstelsel en de herinvoering van de basisbeurs is. Andere punten in het manifest zijn het creëren van meer zekerheid op de arbeidsmarkt door het aanpakken van de kloof tussen vast werk, flexwerk en zzp'ers, het aanpakken van de woningmarkt en de prestatiedruk in het onderwijs, het invoeren van een generatietoets en het realiseren van een 'eerlijk en eenvoudig' pensioenstelsel.
Naast de politieke partijen wordt het manifest nog ondertekend door tientallen jongerenorganisaties. Online tekenen ruim 13.000 jongeren zelf het manifest.